# دلووهه
دلووهه (به چکی: Dlouhé) یک منطقهٔ مسکونی در جمهوری چک است که در ناحیه ژدار ناد سازاووو واقع شده‌است. دلووهه ۸٫۴۳ کیلومتر مربع مساحت و ۲۸۵ نفر جمعیت دارد و ۵۵۴ متر بالاتر از سطح دریا واقع شده‌است.